# Corydalis devendrae
Corydalis devendrae är en vallmoväxtart som beskrevs av Pusalkar. Corydalis devendrae ingår i släktet nunneörter, och familjen vallmoväxter. Inga underarter finns listade i Catalogue of Life.